# BSD
BSD (англ. Berkeley Software Distribution) — система распространения программного обеспечения в исходных кодах, созданная для обмена опытом между учебными заведениями. Особенностью пакетов ПО BSD была специальная лицензия BSD, которую кратко можно охарактеризовать так: весь исходный код — собственность BSD, все правки — собственность своих авторов.
В данный момент термин BSD чаще всего употребляется как синоним BSD-UNIX — общего названия вариантов UNIX, восходящих к дистрибутивам университета Беркли.
К семейству BSD относятся: NetBSD, FreeBSD, OpenBSD, ClosedBSD, MirBSD, DragonFly BSD, PC-BSD, GhostBSD, DesktopBSD, SunOS, TrueBSD, Frenzy, Ultrix и частично XNU (ядро macOS, iOS, tvOS, watchOS, CarPlay, Darwin).
Отличия от «классической» системы UNIX заключены в системе печати, файловой системе, отсутствии переключения уровней выполнения и командной оболочке. Пользовательские команды практически идентичны.

## История BSD
В начале 1978 года аспирант Университета Калифорнии в Беркли Билл Джой начал создание дистрибутива программ Беркли. Первая магнитная лента (360 м ценой около 50 долл.) содержала систему Pascal для UNIX и редактор ex; распространено около 30 копий. До конца 1978 года распространялся пакет 2BSD, продано около 75 копий. Приблизительно тогда же компания Interactive Systems выпускает первую коммерческую версию UNIX, а компания Whitesmiths — первый клон системы UNIX — Idris.
Начиная с версии 2.79BSD, программные дистрибутивы университета Беркли перестали содержать код AT&T UNIX. Версия UNIX 7 была первой переносимой операционной системой. Однако её производительность была хуже, чем в версии шесть. После многих доработок в январе 1982 года вышла в свет модель 2.8.1BSD.
Впоследствии вышли версии:
- 4BSD — октябрь 1980 года
- 4.1BSD — июнь 1981 года
- 4.1a, 4.1b и 4.1c (1982—1983)
- 4.2 — сентябрь 1983 года — сильно переработанная система, включавшая поддержку сетей TCP/IP, новую файловую систему и возможность использования сигналов
- 4.3BSD

Последней университетской версией была 4.4BSD (июнь 1993 года). Из нововведений эта версия включала виртуальную файловую систему, поддержку сетевой файловой системы NFS, отладчик ядра и мощную реализацию стека протоколов TCP/IP.
После суда права на BSD были переданы компании BSDI.
На базе BSD-UNIX создано множество операционных систем, преимущественно также с открытыми исходными текстами.

## Версии
| Версия                | Дата выпуска             | Описание |
| --------------------- | ------------------------ | --- |
| 1BSD                  | 9 марта 1978 года        | Основана на Version 6 Unix. Добавлен компилятор Pascal и текстовый редактор ex. |
| 2BSD                  | май 1979 года            | Добавлен текстовый редактор vi и C shell |
| 2.8.1BSD              | 1982 год                 | |
| 2.9BSD                | 1983 год                 | |
| 2.11BSD               | 1992 год                 | |
| 3BSD                  | 1979 год                 | |
| 4BSD                  | октябрь/ноябрь 1980 года | job control в csh, delivermail (предшественник sendmail), «надёжные» сигналы и библиотека Curses.                                                                                      |
| 4.1BSD                | июнь 1981 года           | Улучшена производительность ядра. |
| 4.2BSD                | август 1983 года         | В версии 4.1a появилась модифицированная версия предварительной реализации TCP/IP (в версии ), в 4.1b — новая Berkeley Fast File System, версия 4.1c стала основой для Version 8 Unix. |
| 4.3BSD                | июнь 1986 года           | |
| 4.3BSD-Tahoe          | июнь 1988 года           | |
| 4.3BSD Net/1          | июнь 1989 года           | |
| 4.3BSD-Reno           | 1990 год                 | Реализация NFS и поддержка HP 9000. |
| 4.3BSD Net/2          | июнь 1991 года           | |
| 4.4BSD                | июнь 1994 года           | 4.4BSD-Lite и 4.4BSD-Encumbered |
| 4.4BSD-Lite Release 2 | 1995 год                 | |